# Campionatul Mondial de Scrimă din 2005
Campionatul Mondial de Scrimă din 2006 s-a desfășurat în perioada 9-1 octombrie la Leipzig în Germania.

## Rezultate

### Masculin
| Probă                 | Aur                                                                          | Argint                                                              | Bronz                                                                |
| Spadă la individual   | Pavel Kolobkov (RUS)                                                         | Fabrice Jeannet (FRA)                                               | Bas Verwijlen (NED) · Claus Mørch (NOR)                              |
| Spadă pe echipe       | Franța Érik Boisse Fabrice Jeannet Jérôme Jeannet Ulrich Robeiri             | Germania Daniel Strigel Martin Schmitt Sven Schmid Jörg Fiedler     | Ucraina Dmîtro Ciumak Dmîtro Kariucenko Maksîm Hvorost Vitali Oșarov |
| Floretă la individual | Salvatore Sanzo (ITA)                                                        | Zhang Liangliang (CHN)                                              | Andrei Deev (RUS) · Nicolas Beaudan (FRA)                            |
| Floretă pe echipe     | Franța Nicolas Beaudan Brice Guyart Erwann Le Péchoux Victor Sintès          | Italia Andrea Baldini Andrea Cassarà Salvatore Sanzo Simone Vanni   | Germania Dominik Behr Ralf Bißdorf Peter Joppich Benjamin Kleibrink  |
| Sabie la individual   | Mihai Covaliu (ROU)                                                          | Stanislav Pozdniakov (RUS)                                          | Oleh Șturbabin (UKR) · Aleksei Iakimenko (RUS)                       |
| Sabie pe echipe       | Rusia Aleksei Diacenko Aleksei Frosin Aleksei Iakimenko Stanislav Pozdniakov | Italia Andrea Aquili Aldo Montano Gianpiero Pastore Luigi Tarantino | Franța Vincent Anstett Nicolas Lopez Julien Pillet Boris Sanson      |

### Feminin
| Probă                 | Aur                                                                                   | Argint                                                                       | Bronz                                                                    |
| Spadă la individual   | Danuta Dmowska (POL)                                                                  | Maarika Võsu (EST)                                                           | Laura Flessel-Colovic (FRA) · Sherraine Mackay (CAN)                     |
| Spadă pe echipe       | Franța Sarah Daninthe Laura Flessel-Colovic Hajnalka Kiraly Picot Maureen Nisima      | Ungaria Adrienn Hormay Julianna Révész Emese Szász Hajnalka Toth             | Germania Claudia Bokel Imke Duplitzer Britta Heidemann Monika Sozanska   |
| Floretă la individual | Valentina Vezzali (ITA)                                                               | Anja Müller (GER)                                                            | Adeline Wuillème (FRA) · Edina Knapek (HUN)                              |
| Floretă pe echipe     | Coreea de Sud Lee Hyun-sun Jung Gil-ok Nam Hyun-hee Seo Mi-jung                       | România · Andreea Andrei · Cristina Ghiță · Roxana Scarlat · Cristina Stahl  | Franța Corinne Maîtrejean Astrid Guyart Céline Seigneur Adeline Wuillème |
| Sabie la individual   | Anne-Lise Touya (FRA)                                                                 | Sofia Velikaia (RUS)                                                         | Alessandra Lucchino (ITA) · Ilaria Bianco (ITA)                          |
| Sabie pe echipe       | Statele Unite ale Americii Sada Jacobson Caitlin Thompson Rebecca Ward Mariel Zagunis | Rusia Ekaterina Fedorkina Svetlana Kormilițîna Elena Neceaeva Sofia Velikaia | Ungaria Edina Csaba Orsolya Nagy Gabriella Sznopek Dóra Varga            |

## Clasament pe medalii
Legendă
  *   Țara gazdă
  *   România
| Loc | Țară                       | Aur | Argint | Bronz | Total |
| --- | -------------------------- | --- | ------ | ----- | ----- |
| 1   | Franța                     | 4   | 1      | 5     | 10    |
| 2   | Rusia                      | 2   | 3      | 2     | 7     |
| 3   | Italia                     | 2   | 2      | 2     | 6     |
| 4   | România                    | 1   | 1      | 0     | 2     |
| 5   | Coreea de Sud              | 1   | 0      | 0     | 1     |
| 5   | Statele Unite ale Americii | 1   | 0      | 0     | 1     |
| 5   | Polonia                    | 1   | 0      | 0     | 1     |
| 8   | Germania                   | 0   | 2      | 2     | 4     |
| 9   | Ungaria                    | 0   | 1      | 2     | 3     |
| 10  | China                      | 0   | 1      | 0     | 1     |
| 10  | Estonia                    | 0   | 1      | 0     | 1     |
| 12  | Ucraina                    | 0   | 0      | 2     | 2     |
| 13  | Canada                     | 0   | 0      | 1     | 1     |
| 13  | Norvegia                   | 0   | 0      | 1     | 1     |
| 13  | Țările de Jos              | 0   | 0      | 1     | 1     |